# كييتا هيداكا
كييتا هيداكا (باليابانية: 日高 慶太) (19 فبراير 1990 في سيتاغايا في اليابان – )؛ هو لاعب كرة قدم ياباني سابق كان يلعب كلاعب وسط.

## وصلات خارجية
- كييتا هيداكا على موقع رابطة كرة القدم اليابانية للمحترفين (اليابانية)
- كييتا هيداكا على موقع قاعدة بيانات كرة القدم.إي يو (الإنجليزية)
- كييتا هيداكا على موقع Soccerway.com (الإنجليزية)
- كييتا هيداكا على موقع عالم كرة القدم.نت (الإنجليزية)